# Sommer-Universiade 2017/Gewichtheben
Bei der Sommer-Universiade 2017 wurden vom 20. bis 25. August 2017 insgesamt 16 Wettbewerbe im Gewichtheben durchgeführt.

## Ergebnisse Männer

### Klasse bis 56 kg
| Platz | Name                | Nation                  | Gewicht (kg) |
| ----- | ------------------- | ----------------------- | ------------ |
| 1     | Yun Chol Om         | Nordkorea               | 294 (UR)     |
| 2     | Luis Alberto Garcia | Dominikanische Republik | 263          |
| 3     | Arli Chontey        | Kasachstan              | 258          |
| 4     | Muhamad Purkon      | Indonesien              | 251          |
| 5     | Yongwook Kim        | Südkorea                | 244          |
| 6     | Yuya Senoo          | Japan                   | 235          |
| 7     | Hao-Yu Chang        | Chinesisch Taipeh       | 234          |
| 8     | Darren Barnes       | Vereinigte Staaten      | 232          |

### Klasse bis 62 kg
| Platz | Name                   | Nation            | Gewicht (kg) |
| ----- | ---------------------- | ----------------- | ------------ |
| 1     | Chol Bom Sin           | Nordkorea         | 303 (UR)     |
| 2     | Antonio Vazquez Mendez | Mexiko            | 290          |
| 3     | Chan-Hung Kao          | Chinesisch Taipeh | 289          |
| 4     | Hursit Atak            | Türkei            | 278          |
| 5     | Ding-Chieh Huang       | Chinesisch Taipeh | 268          |
| 6     | Yaroslav Zabolotnyi    | Ukraine           | 260          |
| 7     | Mahammad Mammadli      | Aserbaidschan     | 256          |
| 8     | Dmytro Sukhotskyi      | Ukraine           | 252          |

### Klasse bis 69 kg
| Platz | Name                   | Nation              | Gewicht (kg) |
| ----- | ---------------------- | ------------------- | ------------ |
| 1     | Albert Linder          | Kasachstan          | 333 (UR)     |
| 2     | Myong Hyok Kim         | Nordkorea           | 331          |
| 3     | Masanori Miyamoto      | Japan               | 324          |
| 4     | Chol O Kang            | Nordkorea           | 311          |
| 5     | Sangyeon               | Südkorea            | 310          |
| 6     | Zhenhua Zhou           | Volksrepublik China | 309          |
| 7     | Mitsunori Konnai       | Japan               | 305          |
| 8     | Jonathan Antonio Munoz | Mexiko              | 303          |

### Klasse bis 77 kg
| Platz | Name                | Nation              | Gewicht (kg) |
| ----- | ------------------- | ------------------- | ------------ |
| 1     | Aidar Kazov         | Kasachstan          | 331          |
| 2     | Wjatscheslaw Jarkin | Russland            | 330          |
| 3     | Alex Bellemarre     | Kanada              | 316          |
| 4     | Jaber Behrouzi      | Iran                | 311          |
| 5     | Christian Rodriguez | Vereinigte Staaten  | 307          |
| 6     | Tsung-Han Chiang    | Chinesisch Taipeh   | 301          |
| 7     | Cheng Luo           | Volksrepublik China | 288          |
| 8     | Simranjeet Benipal  | Indien              | 276          |

### Klasse bis 85 kg
| Platz | Name                | Nation     | Gewicht (kg) |
| ----- | ------------------- | ---------- | ------------ |
| 1     | Denis Ulanov        | Kasachstan | 365          |
| 2     | Andranik Karapetjan | Armenien   | 364          |
| 3     | Yeonhak Jang        | Südkorea   | 354          |
| 4     | Pavel Khadasevich   | Belarus    | 350          |
| 5     | Ali Makvandi        | Iran       | 343          |
| 6     | Georgii Sidakov     | Russland   | 335          |
| 7     | Damian Szczepanik   | Polen      | 325          |
| 8     | Marin Gologan       | Rumänien   | 322          |

### Klasse bis 94 kg
| Platz | Name                | Nation     | Gewicht (kg) |
| ----- | ------------------- | ---------- | ------------ |
| 1     | Egor Klimonov       | Russland   | 383          |
| 2     | Rustem Sybay        | Kasachstan | 382          |
| 3     | Sarat Sumpradit     | Thailand   | 381          |
| 4     | Aurimas Didznalis   | Litauen    | 380          |
| 5     | Tygimantas Stanulis | Litauen    | 362          |
| 6     | Jauheni Zichanzou   | Belarus    | 362          |
| 7     | Mohammad Zarei      | Iran       | 361          |
| 8     | Boady Santavy       | Kanada     | 357          |

### Klasse bis 105 kg
| Platz | Name                    | Nation            | Gewicht (kg) |
| ----- | ----------------------- | ----------------- | ------------ |
| 1     | Simon Martirosjan       | Armenien          | 401          |
| 2     | Rodion Bochkov          | Russland          | 390          |
| 3     | Kia Ghadami             | Iran              | 381          |
| 4     | Resul Elvan             | Türkei            | 36           |
| 5     | Milad Rahbarinejad      | Iran              | 353          |
| 6     | Tinnaphop Kanrawangchai | Thailand          | 346          |
| 7     | Sergej Lichovoj         | Litauen           | 345          |
| 8     | Hao-Jan Lee             | Chinesisch Taipeh | 340          |

### Klasse über 105 kg
| Platz | Name                | Nation            | Gewicht (kg) |
| ----- | ------------------- | ----------------- | ------------ |
| 1     | Gor Minasyan        | Armenien          | 43           |
| 2     | Shih-Chieh          | Chinesisch Taipeh | 415          |
| 3     | Wooman Hwang        | Südkorea          | 399          |
| 4     | Mohsen Dadrasasl    | Iran              | 392          |
| 5     | Przemyslaw Budek    | Polen             | 385          |
| 6     | Alexej D. Prochorow | Deutschland       | 383          |
| 7     | Mykyta Proshynskyi  | Ukraine           | 381          |
| 8     | Kosuke Chinen       | Japan             | 380          |

## Ergebnisse Frauen

### Klasse bis 48 kg
| Platz | Name                  | Nation                  | Gewicht (kg) |
| ----- | --------------------- | ----------------------- | ------------ |
| 1     | Song Gum Ri           | Nordkorea               | 193 (UR)     |
| 2     | Beatriz Piron         | Dominikanische Republik | 188          |
| 3     | Sri Wahyuni Agustiani | Indonesien              | 177          |
| 4     | Luana Oliveira        | Brasilien               | 170          |
| 5     | Ibuki Takahashi       | Japan                   | 168          |
| 6     | Rira Suzuki           | Japan                   | 161          |
| 7     | Anhelina Lomachynska  | Ukraine                 | 160          |
| 8     | Lisa Indriyani        | Indonesien              | 160          |

### Klasse bis 53 kg
| Platz | Name                 | Nation                  | Gewicht (kg) |
| ----- | -------------------- | ----------------------- | ------------ |
| 1     | Su Yon Ri            | Nordkorea               | 208          |
| 2     | Feng Liu             | Volksrepublik China     | 207          |
| 3     | Supattra Kaewkhong   | Thailand                | 197          |
| 4     | Sopita Tanasan       | Thailand                | 196          |
| 5     | Syarah Anggraini     | Indonesien              | 183          |
| 6     | Kaur Harshdeep       | Indien                  | 180          |
| 7     | Carolanni Reyes Pozo | Dominikanische Republik | 171          |
| 8     | Aigerim Aulbek       | Kasachstan              | 163          |

### Klasse bis 58 kg
| Platz | Name                | Nation             | Gewicht (kg) |
| ----- | ------------------- | ------------------ | ------------ |
| 1     | Hsing-Chun Kuo      | Chinesisch Taipeh  | 249 (UR)     |
| 2     | Sukanya Srisurat    | Thailand           | 221          |
| 3     | Chung Sim Kim       | Nordkorea          | 217          |
| 4     | Acchedya Jagaddhita | Indonesien         | 202          |
| 5     | Saule Saduakassova  | Kasachstan         | 196          |
| 6     | Carolina Lugo       | Mexiko             | 195          |
| 7     | Taylor Turner       | Vereinigte Staaten | 185          |
| 8     | Mako Yamamoto       | Japan              | 183          |

### Klasse bis 63 kg
| Platz | Name             | Nation              | Gewicht (kg) |
| ----- | ---------------- | ------------------- | ------------ |
| 1     | Un Sim Rim       | Nordkorea           | 236 (UR)     |
| 2     | Tima Turieva     | Russland            | 226          |
| 3     | Nien-Hsin Chiang | Chinesisch Taipeh   | 223          |
| 4     | Xiuzhu Liao      | Volksrepublik China | 222          |
| 5     | Assem Sadykova   | Kasachstan          | 220          |
| 6     | Maude Charron    | Kanada              | 214          |
| 7     | Dahui Park       | Südkorea            | 208          |
| 8     | Tetiana Kachan   | Ukraine             | 199          |

### Klasse bis 69 kg
| Platz | Name            | Nation             | Gewicht (kg) |
| ----- | --------------- | ------------------ | ------------ |
| 1     | Wan-Ting Hung   | Chinesisch Taipeh  | 227          |
| 2     | Karina Gorichev | Kasachstan         | 226          |
| 3     | Chun Hui Jong   | Nordkorea          | 218          |
| 4     | Mariya Khlyan   | Ukraine            | 216          |
| 5     | Meng-Shan Lin   | Chinesisch Taipeh  | 209          |
| 6     | Danielle Hudes  | Vereinigte Staaten | 207          |
| 7     | Ani Sargsian    | Russland           | 207          |
| 8     | Minyoung Park   | Südkorea           | 206          |

### Klasse bis 75 kg
| Platz | Name            | Nation              | Gewicht (kg) |
| ----- | --------------- | ------------------- | ------------ |
| 1     | Jong Sim Rim    | Nordkorea           | 260          |
| 2     | Darja Nawumawa  | Belarus             | 240          |
| 3     | Chi-Ling Yao    | Chinesisch Taipeh   | 236          |
| 4     | Kristel Ngarlem | Kanada              | 220          |
| 5     | Mengling Sun    | Volksrepublik China | 217          |
| 6     | Rabia Kaya      | Türkei              | 205          |
| 7     | Sylvia Hoffman  | Vereinigte Staaten  | 204          |
| 8     | Gayeon Choi     | Südkorea            | 199          |

### Klasse bis 90 kg
| Platz | Name                     | Nation            | Gewicht (kg) |
| ----- | ------------------------ | ----------------- | ------------ |
| 1     | Iryna Dekha              | Ukraine           | 246          |
| 2     | Diana Mstieva            | Russland          | 242          |
| 3     | Ying-Yuan Lo             | Chinesisch Taipeh | 235          |
| 4     | Aremi Fuentes            | Mexiko            | 232          |
| 5     | Anne Marie Vanbellinghen | Belgien           | 227          |
| 6     | Anastasiia Bezliudnaia   | Russland          | 209          |
| 7     | Lauren Adele Fargher     | Neuseeland        | 184          |
| 8     | Tereza Kralova           | Tschechien        | 167          |

### Klasse über 90 kg
| Platz | Name                   | Nation                 | Gewicht (kg) |
| ----- | ---------------------- | ---------------------- | ------------ |
| 1     | Kuk Hyang Kim          | Nordkorea              | 299          |
| 2     | Chitchanok Pulsabsakul | Thailand               | 270          |
| 3     | Mercy Opeyemi Brown    | Vereinigtes Königreich | 234          |
| 4     | A-Rang Ko              | Südkorea               | 232          |
| 5     | Gladis G. Bueno        | Mexiko                 | 231          |
| 6     | Nurul Akmal            | Indonesien             | 226          |
| 7     | Hanna Makarova         | Ukraine                | 211          |
| 8     | Yun-Ling Chung         | Chinesisch Taipeh      | 210          |

## Medaillenspiegel
| Medaillenspiegel | Medaillenspiegel        | Medaillenspiegel | Medaillenspiegel | Medaillenspiegel | Medaillenspiegel |
| Platz            | Land                    | G                | S                | B                | Gesamt           |
| ---------------- | ----------------------- | ---------------- | ---------------- | ---------------- | ---------------- |
| 01               | Nordkorea               | 7                | 1                | 2                | 10               |
| 02               | Kasachstan              | 3                | 2                | 1                | 6                |
| 03               | Chinesisch Taipeh       | 2                | 1                | 4                | 7                |
| 04               | Armenien                | 2                | 1                | 0                | 3                |
| 05               | Russland                | 1                | 4                | 0                | 5                |
| 06               | Ukraine                 | 1                | 0                | 0                | 1                |
| 07               | Thailand                | 0                | 2                | 2                | 4                |
| 08               | Dominikanische Republik | 0                | 2                | 0                | 2                |
| 09               | Mexiko                  | 0                | 1                | 0                | 1                |
| 09               | Volksrepublik China     | 0                | 1                | 0                | 1                |
| 09               | Belarus                 | 0                | 1                | 0                | 1                |
| 012              | Südkorea                | 0                | 0                | 2                | 2                |
| 013              | Indonesien              | 0                | 0                | 1                | 1                |
| 013              | Iran                    | 0                | 0                | 1                | 1                |
| 013              | Japan                   | 0                | 0                | 1                | 1                |
| 013              | Kanada                  | 0                | 0                | 1                | 1                |
| 013              | Vereinigtes Königreich  | 0                | 0                | 1                | 1                |
| Total            | Total                   | 16               | 16               | 16               | 48               |